# Angelsaksisch model
Het Angelsaksische model verwijst in de politieke economie naar de maatschappijvorm, die met name het Verenigd Koninkrijk en de Verenigde Staten kenmerkt, met vrije marktwerking als basisbeginsel. De filosofie hierachter is, dat de algemene welvaart het grootst zou zijn als bedrijven en mensen vrij worden gelaten om naar eigen inzicht te ondernemen. Bij dit systeem staan waarden als zelfredzaamheid, particulier initiatief, marktwerking, individuele vrijheid en ontplooiing centraal, met een beperkte rol voor regelgeving. De overheid bevordert in dit maatschappijmodel een goed ondernemingsklimaat, waarbij loonvorming aan de markt wordt overgelaten, en een zogenaamde flexibele arbeidsmarkt impulsen aan de werkgelegenheid moet geven. Regulering wordt tot een minimum beperkt 'om het ondernemingsklimaat niet in de weg te zitten'. Prioriteit wordt gegeven aan de belangen van aandeelhouders en het genereren van winst, ten behoeve van de onderneming en ondernemer. Als een bekende voordenker van de liberale economische theorie geldt de Schotse filosoof Adam Smith (1723-1790). Het angelsaksische model is in de jaren 1970 ontwikkeld binnen de Chicago School of Economics. De stroming wordt tegenwoordig veelal als neoliberalisme aangeduid.
De overheid heeft een regulerende rol in de gezondheidszorg en het onderwijs; beide worden in het angelsaksische model gezien als kapitale goederen. De uitkeringen zijn meestal voor een korte periode, en zijn aan strenge toekenningsvoorwaarden verbonden.
Tegenstanders van het Angelsaksische model wijzen er op dat terughoudendheid van de overheid het risico in zich draagt dat de inkomensverschillen in een land ongewenst groot worden. In Engeland is de grootte van de economie tussen 1984 en 2014 verdubbeld, terwijl 33% van de bevolking onder de armoedegrens leeft, en een of twee personen in het gezin werkzaam is. De financiële crisis die najaar 2008 aan de oppervlakte kwam, toonde in de praktijk aan dat de economie wereldwijd in ernstige problemen kan komen als bedrijven ongecontroleerd, onverantwoorde risico's kunnen nemen. Daarop hebben onder andere de EU lidstaten zich ingezet voor meer gemeenschapscontrole op de financiële sector. Als alternatief voor het Angelsaksisch model geldt het Rijnlands model.

## Publieke sector
In het Angelsaksisch model is de rol van de overheid zo klein mogelijk, om zowel kosten als handelsbeperkingen zo laag mogelijk te houden. Er wordt van uitgegaan dat marktwerking, wanneer gunstige condities zijn geschapen, eventuele knelpunten kan oplossen. De overheid beperkt zich tot de zogenaamde kerntaken als regulering, defensie; andere zaken vallen in principe binnen individuele of ondernemersvrijheden en daar dient de overheid zich buiten te houden.
De collectieve/publieke sector is veel kleiner dan bij het Rijnlands en het Scandinavisch model, en er wordt navenant minder belasting betaald. De arbeidsmarkt is flexibeler, ontslag kan makkelijker en met minder formaliteiten en kosten voor de werkgever plaatsvinden. Daar staat tegenover dat men makkelijker aangenomen wordt en het ook eenvoudiger is een onderneming op te zetten. Door de bescheidener rol van de overheid zijn gezondheidszorg en onderwijs vaak duurder voor het publiek dan in het Rijnlands en Scandinavisch model, hoewel men een banklening, of een studiebeurs kan krijgen. Ook zijn de verschillen in kwaliteit tussen onderwijsinstellingen vaak relatief groot, en selecteren ze studenten aan de poort via toelatingsexamens, eerder behaalde studieresultaten, loting, of andere criteria.
Er wordt van uitgegaan dat marktwerking en concurrentie de deelnemers scherp houden. Daarom dient, behalve de private sector, ook de publieke sector aan marktwerking te worden onderworpen. In het Angelsaksisch model besteedt de publieke sector veel zaken uit aan de private sector en worden overheidsorganen en -medewerkers geconfronteerd met prestatienormen.

## Ondernemingsbestuur
Het bestuur van de onderneming wordt in het Angelsaksisch model gevormd door één board. Daarin zitten zowel actieve als toezichthoudende bestuurders. In tegenstelling tot het Rijnlandse en Scandinavische model ligt de nadruk sterk op de aandeelhouders. Zij worden als kapitaalverstrekkers en stemrechten over fundamentele zaken gezien als de belangrijkste stakeholders in een ondernemer. Een onderneming(sbestuur) dient het in deze visie dus de aandeelhouders zoveel mogelijk naar de zin te maken door koersstijgingen te creëren middels een succesvol ondernemingsbeleid. Aandeelhouders kunnen hun goed- of afkeuring laten blijken door hun stemrechten te gebruiken of de aandelen te behouden of te verkopen (hetgeen kan leiden tot koersdalingen of een overname). Het wordt wenselijk geacht bestuurders te motiveren door middel van aan koerswinst gelinkte beloningen zoals koerswinstafhankelijke bonussen of opties. Ook dit is een uitwerking van het marktwerkingsprincipe.
Omdat aandeelhouders als de eerste stakeholder en de hoogste macht binnen de onderneming worden gezien, moet aan aandelenbezit zo min mogelijk in de weg worden gelegd. Daarom past in het Angelsaksische Model een aandeelhoudervriendelijk belastingklimaat, minieme formaliteiten voor aandelenhandel, ruime aandeelhoudersbevoegdheden, en een relatief lage drempel tot het aansprakelijk stellen van directeuren door aandeelhouders indien een directeur een ernstige fout heeft begaan (bestuurdersaansprakelijkheid). Ook dient in deze visie aan overnames, zowel vriendelijk als vijandig, zo min mogelijk in de weg gelegd. Een vijandige overname is immers in deze visie een teken dat de onderneming het niet goed doet en een nieuwe aandeelhouder meent te weten hoe het beter kan. Het houdt in deze visie daarmee bestuurders bij de les en is economisch nuttig. Beschermingsconstructies worden in het Angelsaksische Model dan ook als niet acceptabel gezien.
De kern van deze redenering is dat wanneer de koers hoog is, de onderliggende onderneming eveneens floreert waardoor indirect alle stakeholders erop vooruitgaan. Bezwaren die hiertegen worden geopperd zijn dat dit beleid te veel op de korte termijn is gericht: een directeur kan een wapenfeit verrichten (bijvoorbeeld een overname) dat in de publiciteit komt waardoor de koers explosief stijgt waarna de directeur zijn optiebonus verzilvert. Als nadien er toch nadelen aan de overname blijken te kleven, is de directeur al met incassering van zijn bonus afgetreden en moeten zijn opvolgers de rommel opruimen. Dit is een voorbeeld van moral hazard en wordt ook wel aangeduid als graaicultuur. Een ander veelgehoord kritiekpunt is dat aandeelhouders in grote (genoteerde) ondernemingen te ver van de onderneming staan om daadwerkelijk invloed op het beleid uit te oefenen, waardoor directeuren alsnog ongecontroleerd kunnen handelen.
Het verbinden van nadere voorwaarden aan het verzilveren van koersgerelateerde bonussen, het actief betrekken van aandeelhouders bij een onderneming, en het bestrijden van beschermingsconstructies tegen overnames zijn dan ook punten van discussie binnen het Angelsaksisch Model.

## Economisch beleid
In het Angelsaksische model past een liberaal of neoliberaal overheidsbeleid inzake de economie. De overheid moet deze in deze visie niet proberen te reguleren want dat kost geld, is onvoorspelbaar, en daarmee wordt uiteindelijk ook economische groei geremd. De markt wordt geacht verstoringen uiteindelijk zelf op te lossen. Wanneer de overheid geacht wordt in te grijpen, zal dit vooral geschieden door stimulatie van aanbod: door het bedrijfsleven te steunen kunnen ze meer mensen in dienst nemen of houden die uiteindelijk hun producten zullen kopen.

## Huurders- en werknemersbescherming
In het Angelsaksische model met zijn terugtredende overheid past terughoudendheid betreffende huurders- en werknemersbescherming. Een huur- en een arbeidsovereenkomst worden gezien als uitwerking van het beginsel van contractsvrijheid. Hierbij hoort ook het principe dat beide zijden het contract te allen tijde moeten kunnen opzeggen. De marktwerking wordt geacht een en ander te corrigeren; een werkgever die bijvoorbeeld te makkelijk mensen ontslaat zal te zijner tijd ook geen nieuwe werknemers meer vinden, en doorstroming op de huur- en arbeidsmarkt worden geacht erdoor bevorderd te worden.

## Insolventierecht
Insolventierecht is in staten met een Angelsaksisch model pragmatischer dan in staten met Rijnlandse of Scandinavische modellen. Waar in deze laatste landen insolventieprocedures vaak liquidatieprocedures zijn waarin in principe de hele onderneming wordt opgeheven, zijn insolventieprocedures in het Angelsaksische model er meer op gericht de onderneming te saneren en daarmee te behouden. Hierdoor worden ondernemingen die financiële problemen hebben minder gestigmatiseerd en vindt er minder snel een 'bank run'-achtig effect plaats; bovendien wordt economisch potentieel en werkgelegenheid behouden en zien crediteuren in een later stadium meer van hun geld terug. Ook voor individuen is een insolventie minder ingrijpend.